# Grm, Ivančna Gorica
Grm este o localitate din comuna Ivančna Gorica, Slovenia, cu o populație de 43 de locuitori.